# Lamasón
Lamasón è un comune spagnolo di 318 abitanti situato nella comunità autonoma della Cantabria, comarca di Saja-Nansa.
È un piccolo comune montano nella valle compresa fra i fiumi di Deva e Nansa, formato da 8 piccoli nuclei abitati dei quali il capoluogo è Sobrelapeña, di soli 64 abitanti distante 85 km da Santander, capitale della regione.
La popolazione del comune da poco più di 1 000 abitanti nel 1920 si è ridotta ai 378 del 2001 con un costante calo annuo che continua tuttora. La causa è dovuta all'emigrazione soprattutto di giovani verso paesi che offrono migliori possibilità di lavoro con maggiori retribuzioni, cosa che porta come conseguenza l'invecchiamento della popolazione con calo della natalità e aumento della mortalità. L'economia è basata sull'attività agropastorale e sul nascente turismo che mostra di apprezzare l'ambiente naturale vario della valle, ricco di boschi e di fauna selvatica come volpi, caprioli, camosci e lupi. Su un incremento del turismo si basa infatti la speranza di fermare lo spopolamento del comune che minaccia la stessa sopravvivenza del paese come entità autonoma e indipendente.
La ripartizione della popolazione attiva a seconda del settore d'impiego registra una percentuale del 59,2% nel settore primario (agricoltura e allevamento del bestiame) rispetto al valore medio del 6% della regione, del 14,6 % nell'edilizia, del 6,2% nell'industria e artigianato e del 20% nel settore terziario dei servizi. Il tasso di attività è del 38,9% rispetto al valore medio del 52,5% della Cantabria e il tasso di disoccupazione del 7,4%.

## Storia
Le diverse cavità naturali con graffiti e pitture rupestri in cui si sono trovati resti archeologici permettono di stabilire che l'uomo a partire dal paleolitico è stato presente nella zona e che nel periodo castrense nacquero i primi centri abitati stabili. La presenza romana è testimoniata dai resti di una strada lastricata e, nel medioevo i nuclei abitati dell'attuale comune, Cires, Lafuente, Quintanilla e Sobrelapeña sono citati in documenti col nome di Valle de Lamason. Alcuni di questi luoghi dipendevano dalla potente famiglia dei Castañeda, un certo potere fu anche esercitato dalla famiglia dei Vega. Provvedeva a riscuotere le rendite di questa e di altre valli un maggiordomo nominato da Diego Hurtado de Mendoza. Non vi fu però il passaggio di Lamasón ad una vera e propria signoria e la valle rimase terra di realengo cioè di dipendenza diretta dal re che nominava il giudice e l'alcalde (sindaco), mentre i componenti del consiglio comunale erano scelti dalla popolazione. Lamasón conservó questo regime fino al 1822 quando divenne comune costituzionale e fu inclusa nella provincia di Cantabria.

## Monumenti e luoghi d'interesse
Diverse sono le caverne naturali che diedero rifugio ai primi uomini, fra queste si distinguono per i grafi e le pitture di arte rupestre la Cueva de los Marranos nella località di Venta de Fresnedo, dichiarata bene d'interesse culturale e la Cueva de las Margaritas ad Herrerias, in cui si sono trovati resti di un "orso delle caverne". Lamasón è uno dei comuni dell'area della gola della Hermida.
Dell'epoca cantabro-romana ci sono resti di abitati e di una cosiddetta calzada, cioè del selciato di una strada romana. Le casonas (complessi di edifici padronali tipici con scudi e stemmi dei proprietari) sono diverse nel territorio, fra le chiese si distinguono Santa Maria del XII secolo con aggiunte del XVI e XVII e la Ermita de San Bartolomé dei secoli XVI-XVII entrambe a Sobrelapeña, San Miguel Arcangel nella località di Cires e Santa Juliana nella località di Lafuente.

## Feste
Nell'economia locale ha grande peso l'allevamento dei bovini e diverse sono le Ferias (fiere) dedicate a questi o anche ad altri animali d'allevamento. Queste ferias sono anche feste in cui le mostre e i contratti di vendita degli animali avvengono in un clima gioioso con musica, in particolare delle gaitas (cornamuse) strumenti musicali tipici tradizionali di queste zone ed altre manifestazioni ludiche.
Le principali ferias di Lamasón si svolgono nel secondo sabato di aprile e nell'ultimo sabato di ottobre a Sobrelapeña. Nella località di Quintanilla il 24 agosto si svolge la festa di San Bartolomé che comprende anche una fiera di bestiame e un'altra feria de ganado, cioè di animali allevati, si effettua il 5 novembre.